# Caducée
Ne doit pas être confondu avec Bâton d'Asclépios ou Coupe d'Hygie.
Le caducée (du latin cādūceus, lui-même dérivé du grec ancien κηρύκειον, kērū́keion, « bâton de messager ») est un des attributs du dieu Hermès dans la mythologie grecque, représenté comme une baguette de laurier ou d'olivier surmonté de deux ailes et entouré de deux serpents entrelacés. Le caducée sert à guérir les morsures de serpents et c'est pourquoi il en est orné.
Le caducée est souvent confondu, à tort, avec un autre emblème du corps médical, le bâton d'Asclépios ou bâton d'Esculape, avec la coupe d'Hygie des pharmaciens ou d'autres symboles médicaux ou paramédicaux dérivés de ces derniers.

## Mythe

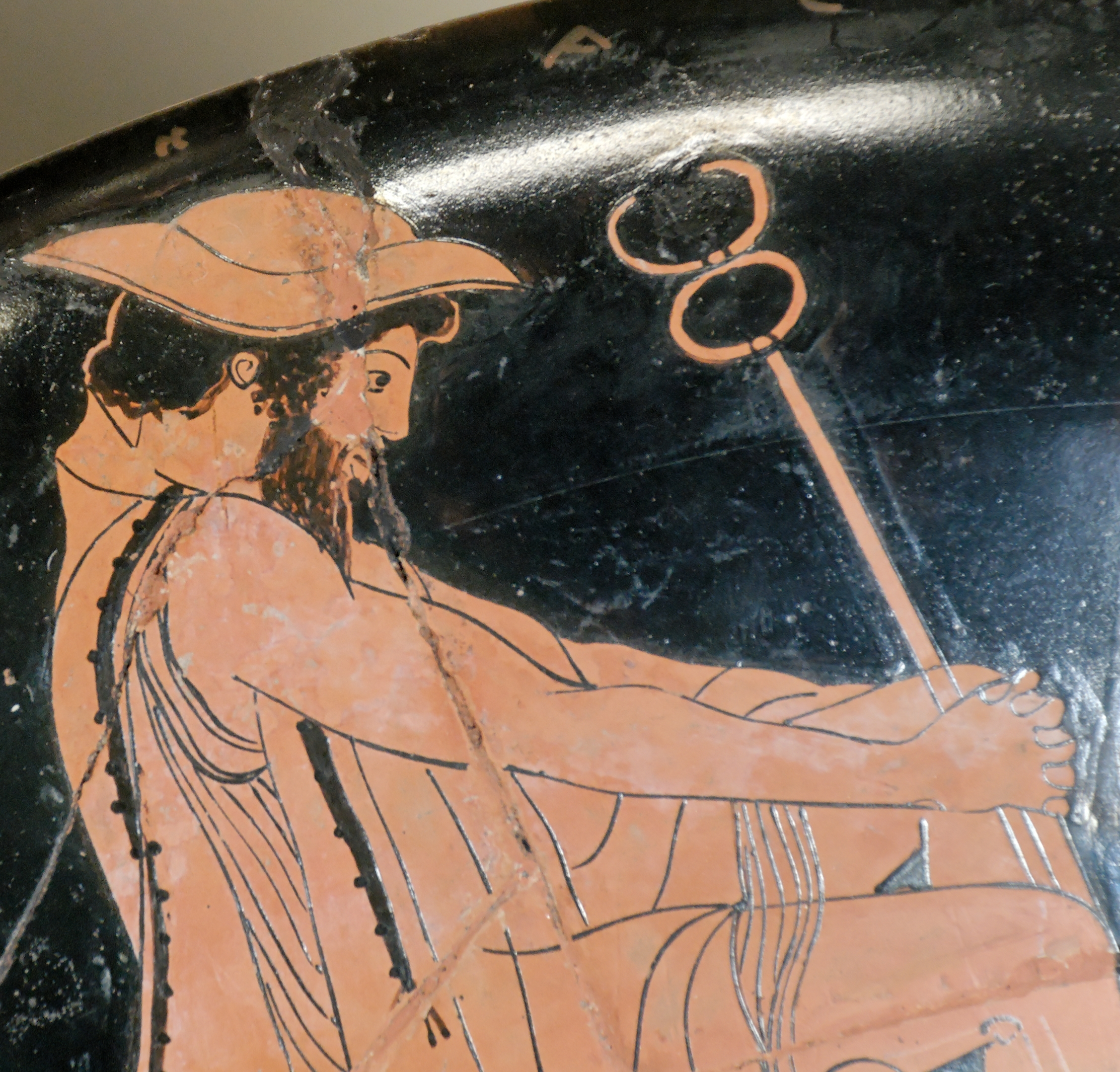
Hermès tenant le caducée, détail d'un kylix attique à figures rouges, v. 480-470 av. J.-C., musée du Louvre.

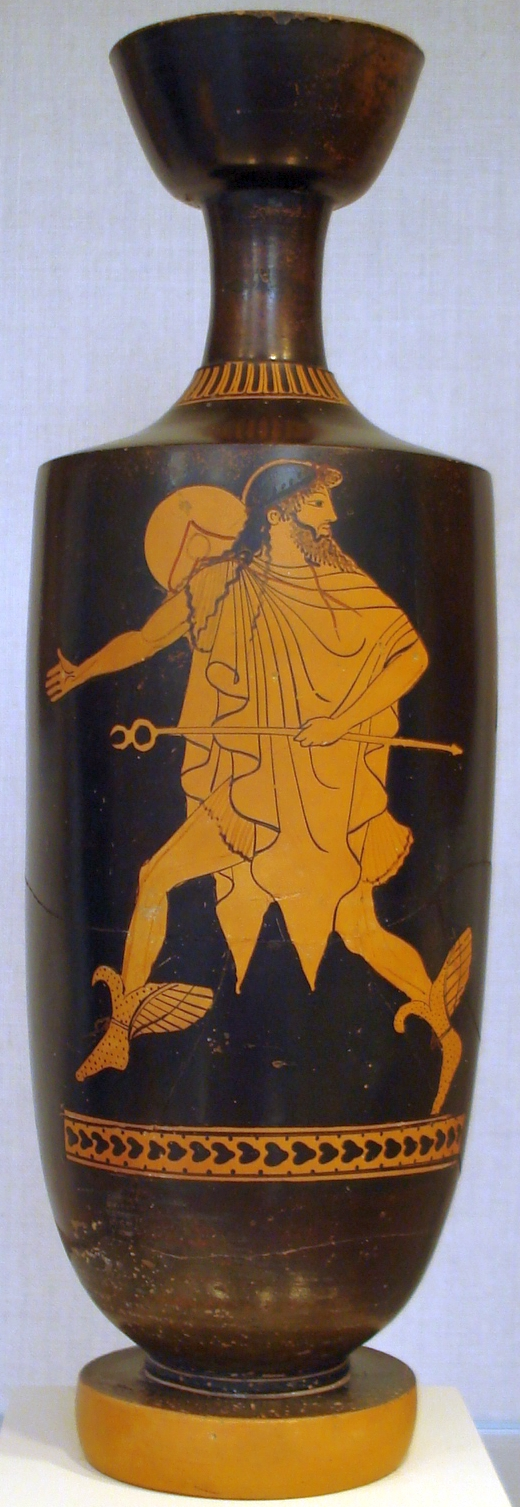
Hermès vêtu d'une chlamyde et d'un pétase et tenant en main un caducée. Lécythe attique datée d'entre 480-470 avant J.-C. Scène attribuée au Peintre de Tithonos.

Le caducée est un des attributs du dieu Hermès dans la mythologie grecque ;  il est représenté comme une baguette de laurier ou d'olivier surmontée de deux ailes et entourée de deux serpents entrelacés. 
Le caducée sert à guérir les morsures de serpents, c'est pourquoi il en est orné. Il est parfois représenté avec une paire d'ailes. À l'origine, ce n'était qu'un bâton orné de rubans qui flottaient au vent, remplacés avec le temps par les fameux serpents.
Outre Hermès, la déesse Iris était aussi représentée avec un caducée, car elle était la messagère d'Héra, pendant féminin d'Hermès, messager de Zeus.
Selon l'hymne homérique qui lui est dédié, c'est Apollon qui a donné à Hermès son bâton emblématique. En effet, alors qu'il était encore enfant, ce dernier lui déroba une partie de son troupeau et se cacha dans une grotte pour échapper à la colère olympienne. Le dieu de la beauté et des arts se mit alors à sa recherche pour le punir de ce larcin. Or, lorsqu'il trouva Hermès, ce dernier se mit à jouer de la lyre qu'il avait inventée. Apollon en fut à ce point charmé que sa colère s'apaisa immédiatement. Un accord eut lieu entre les deux divinités : Apollon épargna Hermès en échange de l'instrument mélodieux. Il en fut tellement ravi qu'il gratifia le dieu des carrefours du caducée.
Selon une autre version, après que Hermès eut donné sa lyre à Apollon, il inventa la flûte de Pan ; en échange de l'instrument, Apollon lui offrit le caducée et lui apprit à prédire l'avenir avec des cailloux.
Ce caducée est le sceptre porté par les hérauts, qui rend leur personne inviolable. À l'origine, il est simplement en olivier, encore orné de ses branches. Par la suite, les branches sont enroulées autour du bâton pour figurer des serpents.

## Interprétations
Paul-Louis van Berg interprète le caducée, non pas seulement comme un symbole de paix ou de commerce, mais comme une représentation stylisée des bâtons à friction (l'aranî) utilisés pour allumer le feu sacré dans les rituels védiques (comme pour le dieu védique Agni). Les serpents évoqueraient les flammes sinueuses ou le pouvoir transformateur du feu.
Felice Vinci et Arduino Maiuri partagent cette interprétation. Pour eux, la signification du caducée attribué traditionnellement à Hermès s'explique par la manière dont le dieu grec a produit le feu - « il prit une belle branche de laurier et en fit une grenade, / la tenant dans ses mains, et la fumée chaude s'éleva » (Hymn. Herm. 108-109). Le caducée serait originellement la branche de bois, utilisée par de nombreuses cultures archaïques, qui, si elle est tournée dans les deux sens dans un trou pratiqué dans une table en bois, allume une flamme par frottement. Dans cette interprétation, les deux serpents représentent le double mouvement de rotation, dans le sens des aiguilles d'une montre et dans le sens inverse, avec lequel le bâton tourne alternativement entre les paumes des mains jusqu'à ce que le feu s'enflamme (quant aux « ailes », elles seraient une représentation vivante de la fumée qui se dégage lorsque le feu est allumé).
Pour Jean Richer, le serpent est un animal chthonien dont le symbolisme est clair : les serpents du caducée, dressés et entrelacés, signifient l’union du ciel et de la terre et l’éveil de la conscience cosmique, comme cela apparaît aussi avec le serpent d’airain de Moïse. Ce symbole serait, selon André Parrot, d’origine sumérienne.

## Symbole

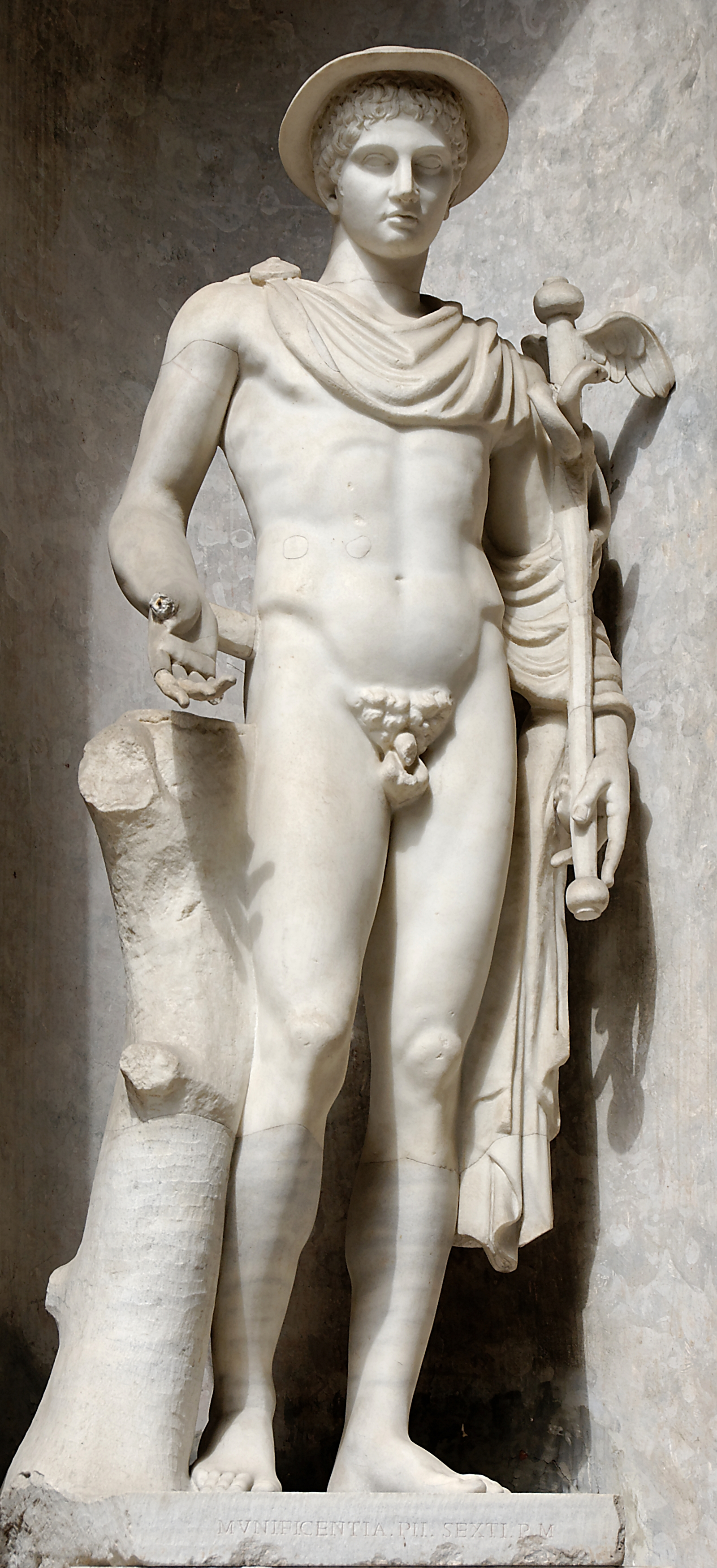
Hermès et le caducée

Aujourd'hui encore c'est le symbole du commerce et de l'éloquence (il figure notamment sur les côtés de la tribune de l'Assemblée nationale de France)[réf. nécessaire].
Le caducée ne doit pas être confondu avec le bâton d'Asclépios (ou Esculape, de son nom latin) autour duquel ne s'enroule qu'un seul serpent, symbolisant la couleuvre que promenait ce dieu antique. Par ailleurs, le bâton d'Esculape ne porte jamais l'attribut hermaïque que sont les ailes, mais est parfois surmonté d'un miroir symbolisant la prudence. Le bâton d'Asclépios sert de symbole à la médecine en Europe, mais c'est celui d'Hermès qui représente la médecine en Amérique.
On parle aussi de « caducée » pour désigner l'emblème des pharmaciens, la coupe d'Hygie, qui représente en réalité une coupe enlacée d'un unique serpent. Enfin, par extension, le terme de caducée s'emploie pour désigner d'autres emblèmes dérivés des précédents, tels le bâton surmonté d'un diapason des audioprothésistes ou le serpent représentant la courbure du ventre de la personne enceinte pour les sages-femmes.

## Parallèles

### Bible
Le caducée peut être rapproché du bâton de Moïse, présentant un serpent d'airain.

### Hindouisme
Il existe deux forces selon le yoga qui s'entremêlent autour d'une troisième et forment ainsi schématiquement un caducée le long de la colonne vertébrale, en remontant du premier chakra jusqu'au septième. Le yoga parle même d'une énergie primitive lovée au niveau du premier chakra, symbolisé par un serpent, dénommé kundalini, qu'il faut faire jaillir afin d'atteindre l'hypothétique état appelé "éveil". Dans de nombreux livres yogiques, on peut retrouver le symbole de ces trois forces : ida, pingala et sushumna.

### Ésotérisme
Les ésotéristes de toutes les époques ont interprété à leur façon ce symbole. Pour Omraam Mikhaël Aïvanhov, le caducée a un axe, deux lignes s'élevant en « un mouvement de spirales entrelacées », cinq renflements. Il représente la structure occulte de l'anatomie humaine, telle que la voient Tantra-Yoga et Kundalinî Yoga. Le bâton central est le canal (nâdî) médian sushumna, à l'intérieur de la moelle épinière ;  le long de ce canal, qui est « l'axe de la colonne vertébrale », s'élève l'énergie kundalinî ; les deux serpents sont les deux canaux Idâ, « polarisé négativement et lié à la Lune », et Pingalâ, « polarisé positivement et lié au Soleil » ; de haut en bas, pour les cinq renflements : cerveau (hémisphère droit et gauche), poumons (poumon gauche, cœur ; poumon droit), foie et rate (foie à droite, rate à gauche), rein (rein gauche, rein droit), glandes génitales (glande à droite, glande à gauche).

## Littérature et culture populaire
Jacques de Guyse, dans ses Chroniques de Hainaut (1390), reprend des chroniqueurs ou auteurs plus anciens qui présentent le caducée tenu par l'idole d'or représentant le dieu Mercure dans le temple de Mercure de la mythique ville de Belgis comme « une baguette qui avait une vertu somnifère »
Dans la série Lost : Les Disparus, La Caducée est l'une des stations du Projet Dharma. Il s'agit, en fait, d'une station à but médical.
Dans le jeu vidéo Assassin's Creed Odyssey, le Bâton d’Hermès est un artéfact de la Première Civilisation.

## Sources antiques
- Cornélius Népos, Vies des grands hommes, Hannibal [lire en ligne] : « Hannibal, pour indiquer clairement aux siens où se trouvait Eumène, envoie un messager dans un esquif avec le caducée. » Le caducée était un symbole de paix mais c'est aussi une allusion  aux serpents venimeux utilisés pour effrayer les Pergaméniens.
- Ovide, Métamorphoses [détail des éditions] [lire en ligne], I : « Mercure met à ses pieds des ailes, dans sa puissante main le caducée qui fait naître le sommeil, et sur sa tête un casque […]. Il se sert de ce caducée, comme un berger de sa houlette, pour conduire […] un troupeau de chèvres. »
- Homère, Hymne homérique à Hermès
- Hygin, Astronomie [détail des éditions] [(la) lire en ligne], II, 7.
- Plutarque, Vies parallèles [détail des éditions] [lire en ligne], Thésée : « Il [le héraut] accepta les couronnes ; mais, au lieu de les mettre sur sa tête, il en entoura son caducée. »